# Little Big Horn
«Little Big Horn» — макси-сингл немецкой метал-группы Running Wild. Выпущен 28 февраля 1991 года совместным предприятием двух звукозаписывающих лейблов EMI и Noise Records в форматах 7- и 12-дюймовой виниловой пластинки со скоростью вращения 45 оборотов в минуту, а также на компакт-диске. Своим выходом он предварял появление в продаже полноформатного диска Blazon Stone. Наряду с авторским материалом впервые в дискографии в альбом была включена кавер-версия (песня группы Thin Lizzy с альбома Chinatown).

## Создание и наполнение
Песни, вошедшие в данный релиз, были записаны на студии Studio M, в посёлке Махтзум, Хильдесхайм, Нижняя Саксония. Запись проходила зимой 1990—1991 годов, с декабря по январь одновременно с материалом полноценного альбома. Контролировал процесс звукорежиссёр Ян Немец, выполнявший ту же роль как на предыдущем, так и на следующем лонгплеях Running Wild. Музыкальным продюсером привычно выступил лидер группы — Рольф «Рок-н-Рольф» Каспарек. За дизайн обложки пластинки отвечал Андреас Маршалл, известный своими работами со множеством немецких коллективов.
Автором титульной композиции сингла стал Рок-н-Рольф, би-сайд он написал совместно с тогдашним барабанщиком — Мистером ЭйСи (Mr. AC). Вразрез с устоявшимся в творчестве квартета пиратскими образами в лирическом плане обе песни следовали тематике Дикого Запада. «Little Big Horn» была посвящена одноимённому сражению 1876 года, а би-сайд — знаменитому бандиту той эпохи.
Решение о выпуске отдельного сингла принадлежало выпускающей компании. Как вспоминал в ноябре 2016 года фронтмен коллектива: «В те времена лейблам нравилась идея дополнять альбомы трёхтрековыми синглами. Но в тот момент у нас просто не хватало времени на написание ещё одной новой песни. В то же время все мы были фанами Thin Lizzy, и когда я наткнулся на эту вещь, я подумал, что она хорошо подходит к остальным трекам сингла».

## Восприятие
Музыкальная пресса благоприятно встретила сингл. Главный редактор авторитетного немецкого ежемесячника Rock Hard Гёц Кюнемунд 22 марта 1991 года отмечал, что в музыкальном плане «Little Big Horn» — это типичный для группы быстрый номер с мощными Priest-подобными барабанами и запоминающимся припевом. «Billy the Kid», по мнению журналиста, хотя и излучает атмосферу Дикого Запада, до уровня первой песни не дотягивает, пусть и достойна оценки «выше среднего». Также Кюнемунд высоко оценил кавер-версию Thin Lizzy, которая присутствовала на изданиях в форматах двенадцатидюймового сингла и на компакт-дисках. Главред Rock Hard посчитал, что эта версия песни определённо может составить конкуренцию оригиналу, и что вокалисту Running Wild прекрасно удалось скопировать носовое пение Фила Лайнотта. Составители тематического сборника статей по германской тяжёлой музыке Germany Rocks! также выделили данный сингл, отметив, что к моменту выхода пиратский имидж музыкантов уже стал надоедать поклонникам группы, и эта работа выгодно отличается от набившего оскомину образа. Колин Бютнер из metal.de также высоко оценил «Billy the Kid», назвав её определённо одной из лучших композиций Running Wild и заключив, что она заслуживала того, чтобы быть на альбоме.
«Little Big Horn» стал единственным, по состоянию на октябрь 2021 года, синглом группы попавшим в Top 30 национального хит-парада.

## Судьба песен
В изначальную версию полноформатного альбома Blazon Stone, поступившего в широкую продажу в апреле 1991 года, би-сайды сингла включены не были. В то же время в версиях для японского рынка, а также в расширенных изданиях, выпускавшихся ограниченным тиражом, они уже присутствовали в виде бонус-треков. В более поздних переизданиях пластинки и «Billy the Kid», и «Genocide» как правило имеются в треклисте по умолчанию.
Титульная песня, ставшая довольно громким хитом, хорошо вписалась в концертный репертуар немецкого коллектива в период 1990-х и 2000-х. По статистике портала setlist.fm она входит в число пятнадцати самых часто исполняемых на концертах песен. Во время Blazon Stone Tour 1991 года в сет-лист входил и «Billy the Kid».
Впоследствии «Little Big Horn» появлялась на сборниках 20 Years in History 2003 года и Riding the Storm — The Very Best of the Noise Years 1983—1995, вышедшего в 2016 году. На второй компиляции была также и «Genocide».
На трибьют-альбомах Running Wild из материала этого сингла была замечена только заглавная композиция: в 2009 году её записала венгерская группа Halor.

## Список композиций
| №  | Название          | Автор(ы)       | Длительность |
| -- | ----------------- | -------------- | ------------ |
| 1. | «Little Big Horn» | Рольф Каспарек | 4:59         |

| №  | Название        | Автор(ы)                    | Длительность |
| -- | --------------- | --------------------------- | ------------ |
| 1. | «Billy the Kid» | Мистер ЭйСи, Рольф Каспарек | 4:47         |
| 2. | «Genocide»      | Фил Лайнотт                 | 4:47         |

## Участники записи
| Running Wild: - Рок-н-Рольф (Рольф Каспарек) — соло-гитара, вокал - Аксель Морган — соло-гитара - Йенс Беккер — бас - Мистер ЭйСи (Рудигер Дреффайн) — ударные | Технический персонал: - Ян Немец — звукорежиссёр - Андреас Маршалл — иллюстратор |

## Позиции в хит-парадах
| Чарт (1991)                   | Высшая позиция | Пребывание в чарте |
| ----------------------------- | -------------- | ------------------ |
| Германия (Offizielle Top 100) | 30             | 9 недель           |